# 上西街道
上西街道，是中华人民共和国四川省广元市利州区下辖的一个乡镇级行政单位。
2019年12月，撤销工农镇，原工农镇联盟村所属行政区域划归上西街道管辖，上西街道办事处驻则天南路185号。

## 行政区划
上西街道下辖以下地区：
皇泽寺社区、女皇路社区、橄榄园社区、则天南路社区、则天北路社区和吴家浩村。